# Francis John Deane
Pour les articles homonymes, voir Deane.
Francis John Deane (8 août 1867-10 avril 1913) est un homme politique canadien de la Colombie-Britannique. Il est député provincial indépendant de la circonscription britanno-colombienne de Yale-North de 1898 à 1900,.

## Biographie
Né dans le Madras en Angleterre, Deane étudie à Bruxelles en Belgique. Il travaille ensuite comme fermier au Minnesota avant de se rendre en Colombie-Britannique en 1889. Sur place, il travaille pour la Nanaimo Free Press et le Victoria avant de devenir éditeur et directeur du Kamloops Inland Sentinel,. En 1902, il fait l'acquisition du Nelson Daily Miner (par la suite renommé Daily News).
En 1894, le Canadien Pacifique (CP) fait l'acquisition des droits canadiens des services télégraphiques de l'Associated Press. Le service de reportage alors offert a alors été interrompu et le nouveau service présentait des couts très élevés. Ceci à conduite à la création de la Western Associated Press basé à Winnipeg. Cependant, les journaux plus à l'ouest était limités par le contrôle du CP et de son service télégraphique. Deane c'est alors plaint des prix trop élevés et du manque de fiabilité du service. Après des menaces du CP d'interrompre le service, si les plaintes ne cessaient pas, un compromis a été trouvé en octobre 1917 après un appel d'un groupe d'éditeurs de journaux, dont Deane, au premier ministre Wilfrid Laurier.
Deane meurt d'une défaillance cardiaque à New Westminster à l'âge de 45 ans.